# 19. Tarnowska Nagroda Filmowa
19. Tarnowska Nagroda Filmowa – odbyła się w dniach 11-15 maja 2005 roku.

## Filmy konkursowe
- Bar pod młynkiem – reż. Andrzej Kondratiuk
- Mój Nikifor – reż. Krzysztof Krauze
- Niepochowany – reż. Márta Mészáros
- Ono – reż. Małgorzata Szumowska
- Pręgi – reż. Magdalena Piekorz
- Tulipany – reż. Jacek Borcuch
- Vinci – reż. Juliusz Machulski
- W dół kolorowym wzgórzem – reż. Przemysław Wojcieszek
- Wesele – reż. Wojciech Smarzowski
- Zakochany Anioł – reż. Artur Więcek

## Laureaci
- Nagroda Grand Prix – Statuetka Leliwity: 
  - Mój Nikifor – reż. Krzysztof Krauze

- Nagroda Jury Młodzieżowego – Statuetka Kamerzysty: 
  - Mój Nikifor – reż. Krzysztof Krauze

- Nagroda publiczności – Statuetka Maszkarona: 
  - Wesele – reż. Wojciech Smarzowski

- Nagroda specjalna jury:
  - Jan Nowicki – za rolę w filmie Niepochowany
  - Wojciech Smarzowski – Wesele

- Nagroda PARALAKSA Stowarzyszenia Twórców Obrazu Filmu Fabularnego:
  - Krzysztof Ptak – za zdjęcia do filmu Mój Nikifor